# Leichtathletik-Europameisterschaften 1986/400 m der Männer

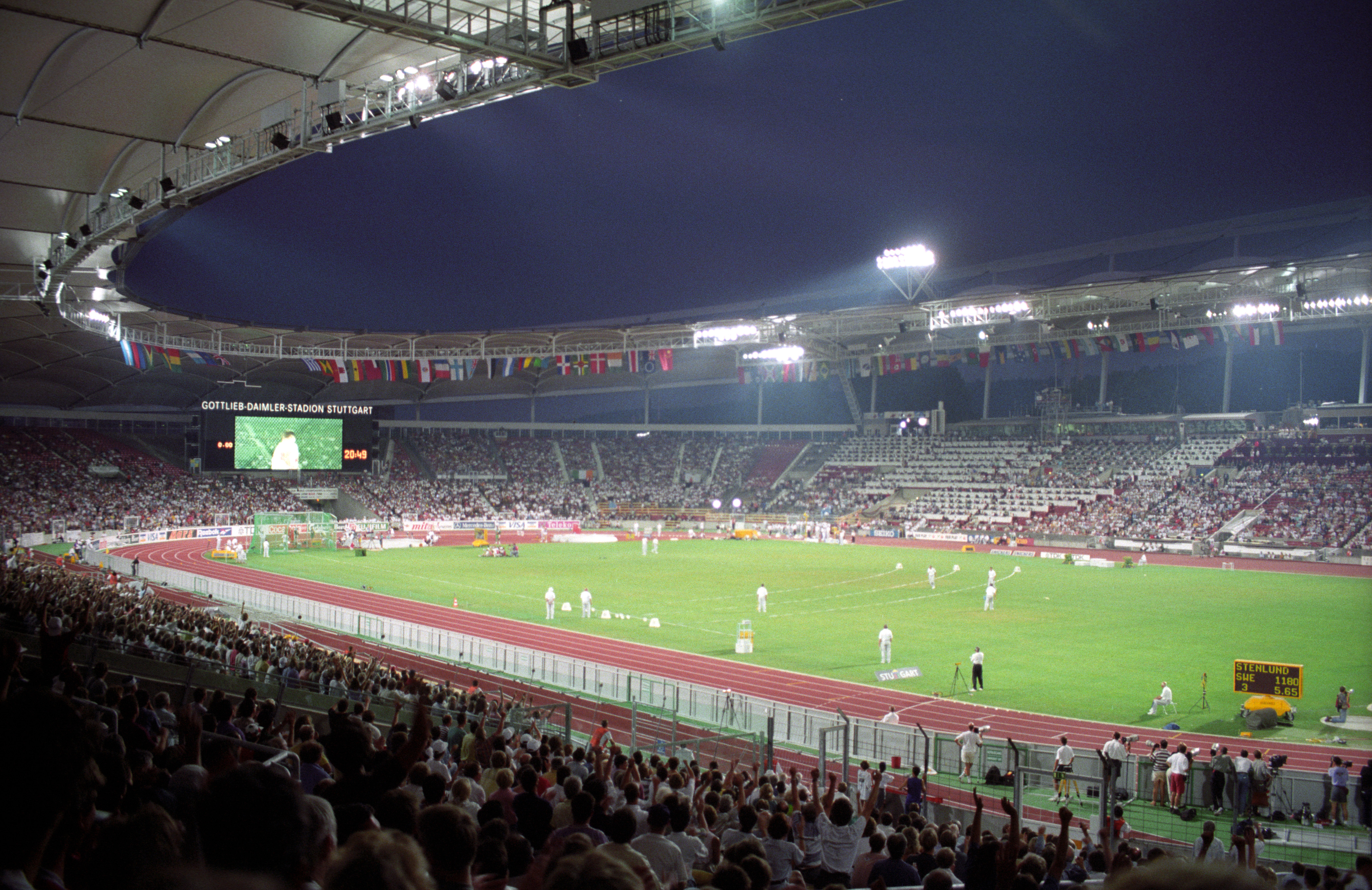
Das Stuttgarter Neckarstadion (heute MHPArena) bei den Leichtathletik-Weltmeisterschaften 1993

Der 400-Meter-Lauf der Männer bei den Leichtathletik-Europameisterschaften 1986 wurde vom 27. bis 29. August 1986 im Stuttgarter Neckarstadion ausgetragen.
In diesem Wettbewerb gab es mit Silber und Bronze zwei Medaillen für die Läufer aus der DDR. Europameister wurde der Brite Roger Black. Er gewann vor Thomas Schönlebe und Mathias Schersing.

## Rekorde

### Bestehende Rekorde
| Weltrekord           | 43,86 s | Lee Evans      | OS Mexiko-Stadt, Mexiko | 18. Oktober 1968  |
| Europarekord         | 44,50 s | Erwin Skamrahl | München, BR Deutschland | 26. Juli 1983     |
| Meisterschaftsrekord | 44,72 s | Hartmut Weber  | EM Athen, Griechenland  | 9. September 1982 |

### Rekordverbesserung
Der britische Europameister Roger Black verbesserte den bestehenden EM-Rekord im Finale am 29. August um dreizehn Hundertstelsekunden auf 44,59 s. Zum Europarekord fehlten ihm neun Hundertstelsekunden, zum Weltrekord 73 Hundertstelsekunden.

## Legende
Kurze Übersicht zur Bedeutung der Symbolik – so üblicherweise auch in sonstigen Veröffentlichungen verwendet:
| CR  | Championshiprekord |
| DSQ | disqualifiziert    |

## Vorrunde
27. August 1986, 18:25 Uhr
Die Vorrunde wurde in vier Läufen durchgeführt. Die ersten vier Athleten pro Lauf – hellblau unterlegt – qualifizierten sich für das Halbfinale.

### Vorlauf 1
| Platz | Name            | Nation         | Zeit (s) |
| ----- | --------------- | -------------- | -------- |
| 1     | Roger Black     | Großbritannien | 45,40    |
| 2     | Antonio Sánchez | Spanien        | 45,78    |
| 3     | Erwin Skamrahl  | BR Deutschland | 46,11    |
| 4     | Arjen Visserman | Niederlande    | 46,12    |
| 5     | Mauro Zuliani   | Italien        | 46,53    |
| 6     | Ismail Mačev    | Jugoslawien    | 47,52    |
| 7     | Fikret Tulumtaş | Türkei         | 48,97    |

### Vorlauf 2
| Platz | Name              | Nation         | Zeit (s) |
| ----- | ----------------- | -------------- | -------- |
| 1     | Philip Brown      | Großbritannien | 46,00    |
| 2     | Mathias Schersing | DDR            | 46,04    |
| 3     | Derek O’Connor    | Irland         | 46,09    |
| 4     | Jörg Vaihinger    | BR Deutschland | 46,23    |
| 5     | Wladimir Prosin   | Sowjetunion    | 46,32    |
| 6     | Gusztáv Menczer   | Ungarn         | 46,40    |

### Vorlauf 3
| Platz | Name                  | Nation         | Zeit (s) |
| ----- | --------------------- | -------------- | -------- |
| 1     | Derek Redmond         | Großbritannien | 45,75    |
| 2     | Ralf Lübke            | BR Deutschland | 45,88    |
| 3     | Alexander Kurotschkin | Sowjetunion    | 46,18    |
| 4     | Aldo Canti            | Frankreich     | 46,23    |
| 5     | Ángel Heras           | Spanien        | 46,41    |
| 6     | Gerry Delaney         | Irland         | 46,88    |

### Vorlauf 4
| Platz | Name             | Nation      | Zeit (s) |
| ----- | ---------------- | ----------- | -------- |
| 1     | Thomas Schönlebe | DDR         | 45,54    |
| 2     | Roberto Ribaud   | Italien     | 45,69    |
| 3     | Yann Quentrec    | Frankreich  | 45,77    |
| 4     | Arkadi Kornilow  | Sowjetunion | 46,09    |
| 5     | Željko Knapić    | Jugoslawien | 47,81    |
| DSQ   | Marcel Arnold    | Schweiz     |          |

## Halbfinale
28. August 1986, 17:35 Uhr
In den beiden Halbfinalläufen qualifizierten sich die jeweils ersten vier Athleten – hellblau unterlegt – für das Finale.

### Lauf 1
| Platz | Name                  | Nation         | Zeit (s) |
| ----- | --------------------- | -------------- | -------- |
| 1     | Roger Black           | Großbritannien | 45,33    |
| 2     | Mathias Schersing     | DDR            | 45,38    |
| 3     | Aldo Canti            | Frankreich     | 45,62    |
| 4     | Erwin Skamrahl        | BR Deutschland | 45,81    |
| 5     | Yann Quentrec         | Frankreich     | 45,89    |
| 6     | Alexander Kurotschkin | Sowjetunion    | 46,01    |
| 7     | Roberto Ribaud        | Italien        | 46,22    |
| 8     | Philip Brown          | Großbritannien | 46,61    |

### Lauf 2
| Platz | Name             | Nation         | Zeit (s) |
| ----- | ---------------- | -------------- | -------- |
| 1     | Derek Redmond    | Großbritannien | 45,35    |
| 2     | Thomas Schönlebe | DDR            | 45,42    |
| 3     | Antonio Sánchez  | Spanien        | 45,71    |
| 4     | Ralf Lübke       | BR Deutschland | 45,72    |
| 5     | Derek O’Connor   | Irland         | 45,94    |
| 6     | Jörg Vaihinger   | BR Deutschland | 46,36    |
| 7     | Arkadi Kornilow  | Sowjetunion    | 46,42    |
| 8     | Arjen Visserman  | Niederlande    | 46,66    |

## Finale

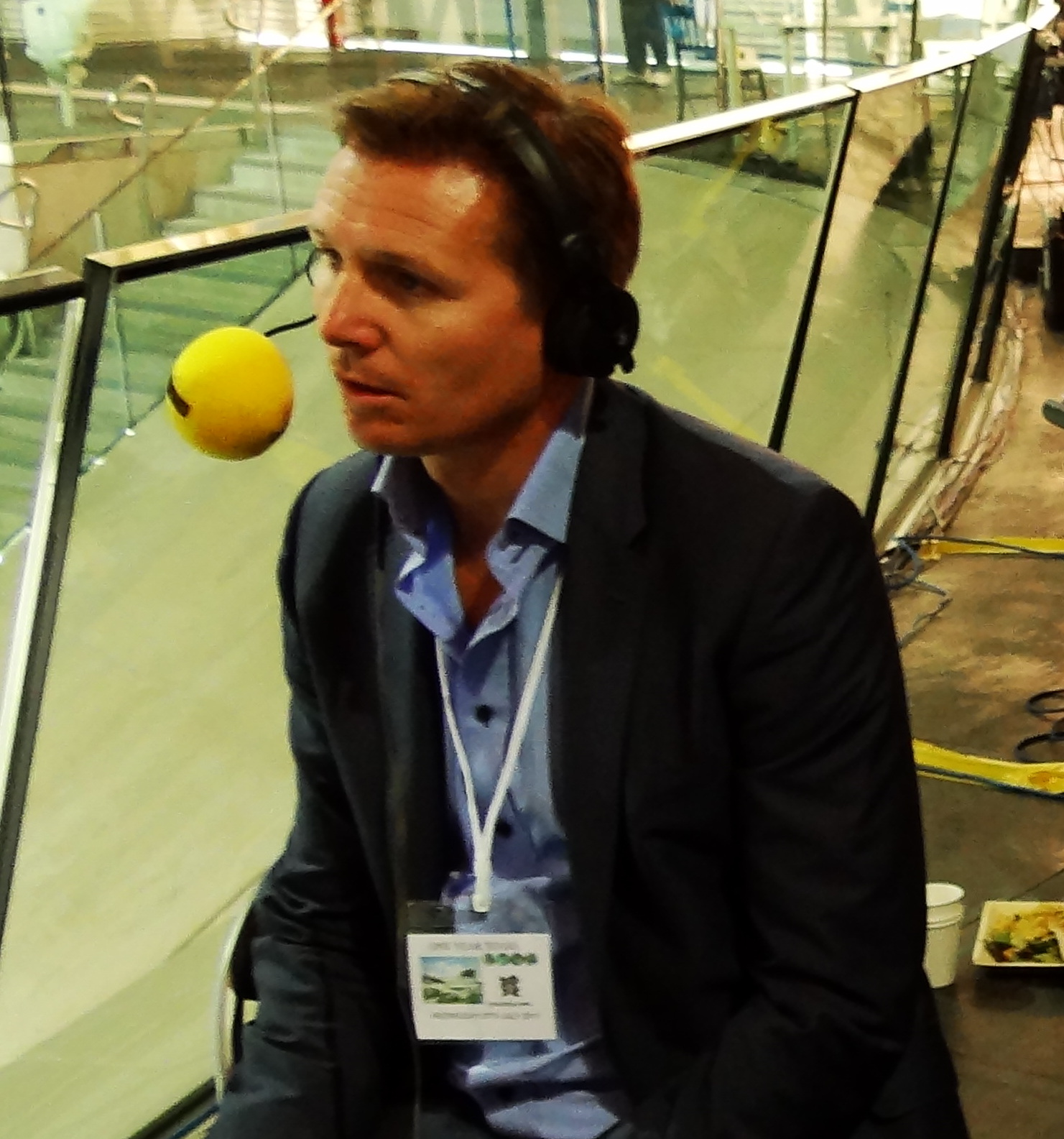
Europameister Roger Black – hier als Fernsehmoderator im Jahr 2011

29. August 1986, 20:45 Uhr
| Platz | Name              | Nation         | Zeit (s) |
| ----- | ----------------- | -------------- | -------- |
| 1     | Roger Black       | Großbritannien | 44,59 CR |
| 2     | Thomas Schönlebe  | DDR            | 44,63    |
| 3     | Mathias Schersing | DDR            | 44,85    |
| 4     | Derek Redmond     | Großbritannien | 45,25    |
| 5     | Ralf Lübke        | BR Deutschland | 45,35    |
| 6     | Antonio Sánchez   | Spanien        | 45,41    |
| 7     | Aldo Canti        | Frankreich     | 45,93    |
| 8     | Erwin Skamrahl    | BR Deutschland | 46,38    |

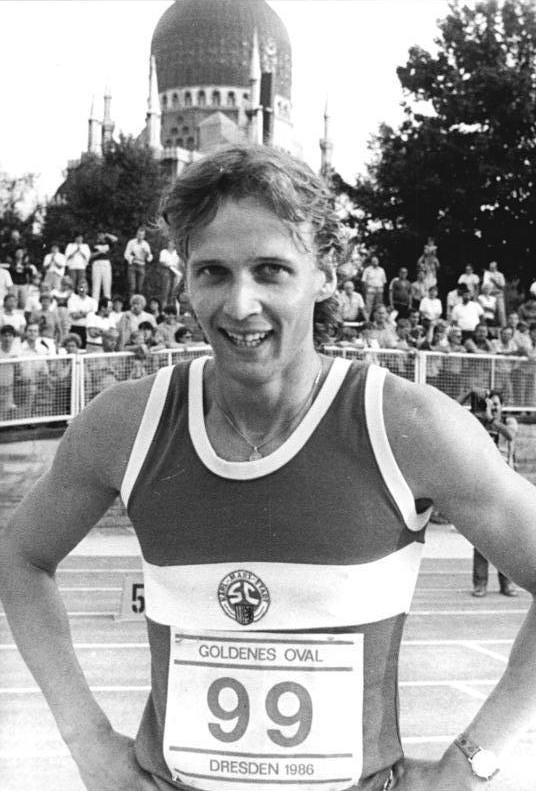
Vizeeuropameister Thomas Schönlebe
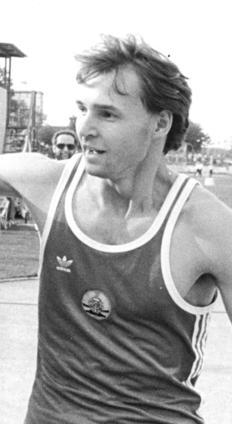
Bronzemedaillengewinner Mathias Schersing
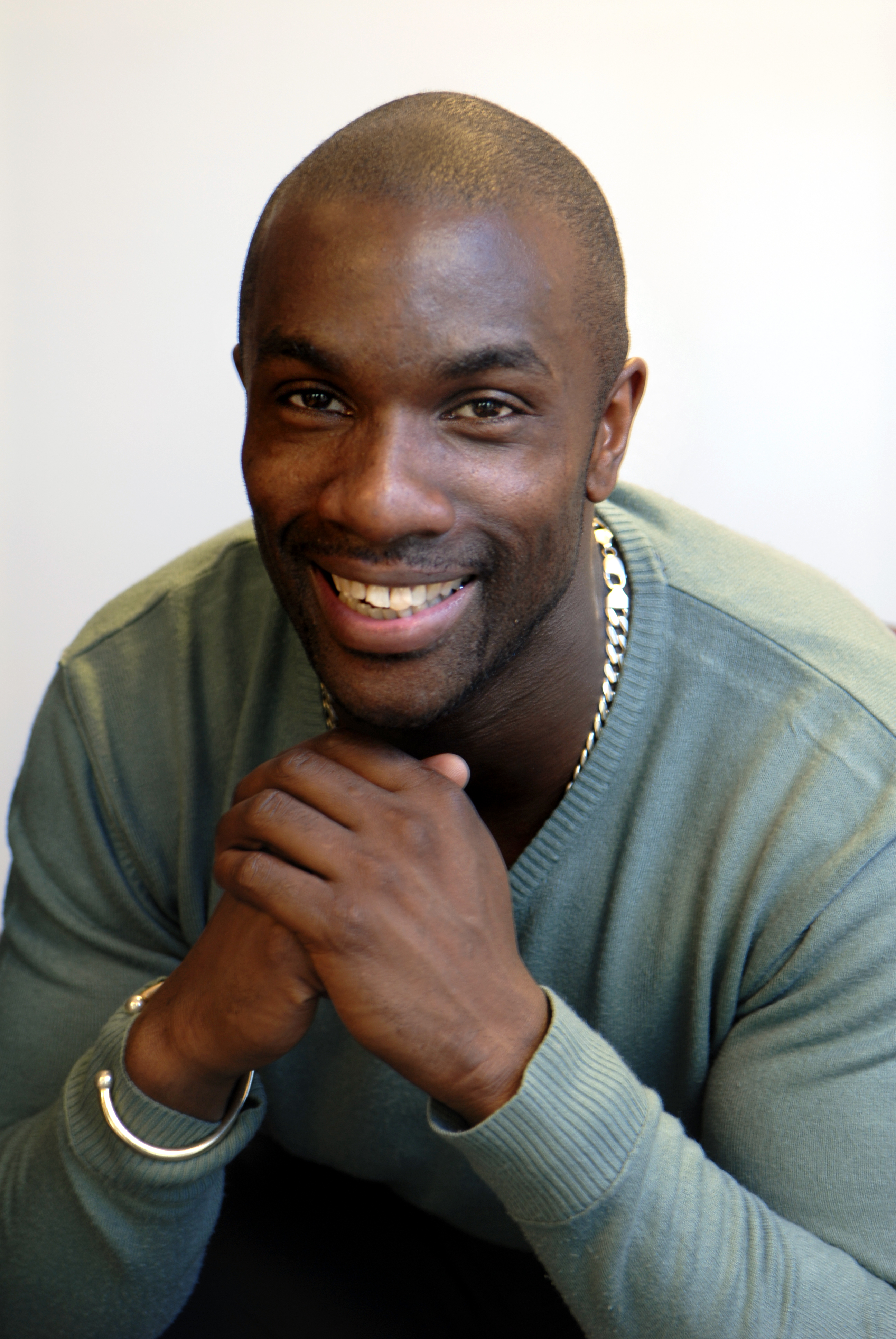
Derek Redmond (hier im Jahr 2007) belegte Rang vier

## Videolinks
- 429 European Track and Field 1986 400m Men, www.youtube.com, abgerufen am 12. Dezember 2022
- Roger Black 400m Gold Medal at European Championships in 1986, youtube.com (englisch), abgerufen am 12. Dezember 2022